# Семенцов, Всеволод Сергеевич
Все́волод Сергее́вич Семенцо́в (2 июля 1941, с. Рудне-Гарбовка, Житомирская область, УССР, СССР — 12 января 1986, Москва, СССР) — советский востоковед, индолог, санскритолог, исследователь древнеиндийской литературы, религий, философии, средневекового индуизма, переводчик и истолкователь «Бхагавадгиты». Он также сделал частичный перевод «Бхагавадгита-бхашьи» — комментария вайшнавского ачарьи Рамануджи (XII век) на «Бхагавад-гиту». В круг научных интересов Семенцова также входили ведийская поэзия и диалог религий. Семенцов заметно повлиял на формирование целого поколения российских индологов. Кандидат филологических наук.

## Биография
Родился в семье инженера Сергея Павловича Семенцова и геолога Варвары Ивановны Семенцовой (Орловой).
В 1959 году поступил на физический факультет МГУ имени М. В. Ломоносова, но учился менее года.
В 1963 году окончил фортепьянное отделение Государственного музыкального училища имени Гнесиных.
В октябре 1967 — апрель 1968 годы проходил преддипломную практику в Индии, в Бенаресском санскритском университете, где познакомился с пандитами.
В 1968 году с отличием окончил Институт восточных языков при МГУ имени М. В. Ломоносова с дипломом специалиста по языку и литературе хинди.
В 1968—1983 годы — научный сотрудник Отдела Индии Института востоковедения АН СССР.
В декабре 1972 года защитил диссертацию на соискание учёной степени кандидата филологических наук по теме «Ритмическая структура поэтического текста на примере анализа „Бхагавадгиты“».
В 1983—1986 годы — старший научный сотрудник сектора актуальных проблем современной философии стран Азии и Африки Института философии АН СССР.
Владел многими языками — санскрит, хинди, английский, немецкий и французский; а также изучал китайский, арамейский и иврит. Так для чтения Конфуция он «Чжуан Цзы» и «И Цзин» он выучил вэньянь, а для чтения Ефрема Сирина сирийский язык.
По вероисповеданию был православным христианином (его обращение в христианство состоялось вскоре после возвращения из Индии 1968 году). Оказал влияние на мировоззрение А. Б. Зубова.
Похоронен в Москве на Армянском кладбище.

## Оценки
М. Т. Степанянц: 
Могу с уверенностью сказать: тот факт, что среди сотрудников Института философии был такой человек, как Всеволод Сергеевич Семенцов, подняла авторитет нашей философской индологии в глазах индийских учёных.
Он "был весьма неординарной, в некотором смысле харизматической личностью. В других обстоятельствах он мог бы стать, наверное, теологом или даже религиозным проповедником", - С. Д. Серебряный.

## Интересные факты
М. Т. Степанянц отмечает, что во время официального визита президента Индийского философского конгресса Кота Сатчидананды Мурти и профессора Чандигархского университета Бхувана Шанделя сопровождавший их в поездке по Грузии В. С. Семенцов произвёл настолько сильное впечатление на гостей своими знаниями индийской культуры и индийской философии, что они его стали называть «человек Бхагаватгиты» (англ. Bhagavadgita Man).

## Научные труды

### Диссертация
- Ритмическая структура поэтического текста на примере анализа Бхагавадгиты. Автореф. дисс. … канд. филол. наук. М.: ИВ РАН, 1972.

### Монографии
- Семенцов B. C. Бхагавадгита и Дхаммапада. М., 1968
- Семенцов B. C. Проблемы интерпретации брахманической прозы (ритуальный символизм). — М.: Наука (ГРВЛ), 1981. — 184 с. — 4300 экз.
- Семенцов В. С. Бхагавадгита в традиции и в современной научной критике. — М.: Наука, 1985. — 240 с.

### Статьи
- Семенцов B. C. К постановке вопроса о возрасте «Бхагавадгиты» // Классическая литература Востока. Сборник статей. М., 1972. С. 86-104
- Семенцов B. C. Молния в упанишадах// Санскрит и древнеиндийская культура (Сборник статей и сообщений советских ученых к IV Всемирной конференции по санскриту Веймар, 23-30 мая 1979 г.) П. М, 1979. С. 127—137
- Семенцов B. C. Проблема трансляции культуры на примере судьбы Бхагавад-гиты // Художественные традиции литератур Востока и современность: ранние формы традиционализма. Отв. ред. В. И. Брагинский, Е. П. Челышев. М, 1985. С. 38-72.
- Семенцов B. C. Методологические проблемы изучения древнейшего периода ин-дийской мысли (на материале Упанишад) // Методологические и мировоззренческие проблемы истории философии стран Востока. Материалы к Всесоюзной конференции «Методологические и мировоззренческие проблемы истории философии». Ч. 1. М.,1986, с. 3-6.

### Переводы
- Бхагавадгита / Пер. с санскрита, исслед. и прим. В. С. Семенцова. М., 1999.
- «Гитабхашья» Рамануджи (гл. 1—2) / Пер. В. С. Семенцова // Всеволод Сергеевич Семенцов и российская индология. М., 2008.